# Setodes muglaensis
Setodes muglaensis là một loài Trichoptera trong họ Leptoceridae. Chúng phân bố ở miền Cổ bắc.